# Água Boa (Minas Gerais)
Água Boa is een gemeente in de Braziliaanse deelstaat Minas Gerais. De gemeente telt 13.600 inwoners (schatting 2018).

## Aangrenzende gemeenten
De gemeente grenst aan Angelândia, Capelinha, Franciscópolis, Itambacuri, Malacacheta, Santa Maria do Suaçuí, São José da Safira en São Sebastião do Maranhão.